# Ахмат-Юртовское сельское поселение
Ахмат-Юртовское сельское поселение — муниципальное образование в Курчалоевском районе Чечни Российской Федерации. До 28 сентября 2019 года — Центаройское се́льское поселе́ние.
Административный центр — село Ахмат-Юрт.

## История
Статус и границы Центаройского сельского поселения установлены Законом Чеченской Республики от 20 февраля 2009 года.
Законом Чеченской Республики от 16 сентября 2019 года Центаройское сельское поселение после переименования его центра было переименовано 28 сентября 2019 года в Ахмат-Юртовское.

## Население
| 2010  | 2012  | 2013  | 2014  | 2015  | 2016  | 2017  |
| ----- | ----- | ----- | ----- | ----- | ----- | ----- |
| 7115  | ↗7297 | ↗7518 | ↗7712 | ↗7948 | ↗8124 | ↗8317 |
| 2018  | 2019  | 2020  | 2021  | 2023  | 2024  |       |
| ↗8549 | ↗8731 | ↗8913 | ↘8778 | ↗9055 | ↗9206 |       |

## Состав сельского поселения
| № | Населённый пункт | Тип населённого пункта | Население |
| - | ---------------- | ---------------------- | --------- |
| 1 | Ахмат-Юрт        | село                   | ↗9206     |